# ASD Nuova Trogylos Priolo
ASD Nuova Trogylos Priolo was een professionele basketbalclub uit Priolo Gargallo, Italië die uitkwam in de Lega Basket Serie A. In 2014 maakte ze een doorstart op het amateur-niveau.

## Geschiedenis
ASD Nuova Trogylos Priolo is opgericht in 1970. In het seizoen 1975/76, maakte het team haar debuut in de grote competities, en in het seizoen 1986/87 maakte ze de overstap van Serie B naar de Serie A. Ze worden Landskampioen van Italië in 1989 en 2000. Ook worden ze één keer tweede in de Serie A in 2006. In 1990 wint de club de FIBA Women's European Champions Cup. Ze winnen in de finale van CSKA Moskou uit de Sovjet-Unie met 86-71. In 1992 haalde de club de finale om de European Cup Liliana Ronchetti. Ze verloor deze van Estel Vicenza uit de Italië over twee wedstrijden met 78-67 en 76-69.

## Erelijst
- Landskampioen Italië: 2
  - Winnaar: 1989, 2000
  - Tweede: 2006

- Supercupwinnaar Italië:
  - Runner-up: 2000

- FIBA Women's European Champions Cup: 1
  - Winnaar: 1990

- European Cup Liliana Ronchetti:
  - Runner-up: 1992

## Bekende (oud)-spelers
- Susanna Bonfiglio
- Tania Ferrazza
- Pina Tufano
- Sofia Vinci
- Roina Ciappina
- - Svetlana Koeznetsova

## Bekende (oud)-coaches
- Santino Coppa